# Sound of Silence
Sound of Silence – singel Dami Im, wydany 11 marca 2016. Utwór napisali i skomponowali Anthony Egizii oraz David Musumeci.
Kompozycja reprezentowała Australię w 61. Konkursie Piosenki Eurowizji w Sztokholmie. 14 maja 2016 podczas finału konkursu piosenka zajęła 2. miejsce z liczbą 511 punktów.
Nagranie znalazło się na 5. miejscu na oficjalnej liście sprzedaży w Australii i pokryło się tam platyną, przekraczając próg 70 tysięcy sprzedanych kopii. Singel trafił również na zagraniczne listy sprzedaży m.in. w Szwecji, Belgii, Austrii, Niemczech, Francji czy Szwajcarii. Przebój otrzymał ponadto złotą płytę w Szwecji za sprzedaż w nakładzie przekraczającym 20 tysięcy kopii.

## Lista utworów
- Digital download[1]

1. „Sound of Silence” – 3:15

- Short edit[11]

1. „Sound of Silence” (Short Edit) – 3:04

- Remixes[12]

1. „Sound of Silence” (7th Heaven Club Mix) – 7:57
2. „Sound of Silence” (7th Heaven Radio Edit) – 4:18

## Notowania

### Pozycje na listach sprzedaży
| Kraj              | Lista (2016)         | Najwyższa pozycja | Certyfikat | Sprzedaż |
| ----------------- | -------------------- | ----------------- | ---------- | -------- |
| Australia         | ARIA Charts          | 5                 | platyna    | 70 000+  |
| Austria           | Ö3 Austria Top 40    | 39                |            |          |
| Belgia (Flandria) | Ultratop 50          | 10                |            |          |
| Francja           | Top Singles & Titres | 69                |            |          |
| Holandia          | Single Top 100       | 100               |            |          |
| Niemcy            | Top 100 Single       | 57                |            |          |
| Szwajcaria        | Singles Top 75       | 55                |            |          |
| Szwecja           | Sverigetopplistan    | 17                | złoto      | 20 000+  |